# Ridge Manor
Bay Manor és una concentració de població designada pel cens dels Estats Units a l'estat de Florida. Segons el cens del 2000 tenia 4.108 habitants.

## Demografia
Segons el cens del 2000, Bay Manor tenia 4.108 habitants, 1.712 habitatges, i 1.225 famílies. La densitat de població era de 181,9 habitants/km².
Dels 1.712 habitatges en un 24,2% hi vivien nens de menys de 18 anys, en un 59,5% hi vivien parelles casades, en un 7,7% dones solteres, i en un 28,4% no eren unitats familiars. En el 22,5% dels habitatges hi vivien persones soles l'11,6% de les quals corresponia a persones de 65 anys o més que vivien soles. El nombre mitjà de persones vivint en cada habitatge era de 2,4 i el nombre mitjà de persones que vivien en cada família era de 2,79.
Per edats la població es repartia de la següent manera: un 21,4% tenia menys de 18 anys, un 5,6% entre 18 i 24, un 23,6% entre 25 i 44, un 25,9% de 45 a 60 i un 23,6% 65 anys o més.
L'edat mediana era de 45 anys. Per cada 100 dones de 18 o més anys hi havia 93,1 homes.
La renda mediana per habitatge era de 30.875 $ i la renda mediana per família de 33.724 $. Els homes tenien una renda mediana de 30.421 $ mentre que les dones 24.492 $. La renda per capita de la població era de 18.722 $. Entorn del 9,9% de les famílies i el 15,1% de la població estaven per davall del llindar de pobresa.

## Poblacions més properes
El següent diagrama mostra les poblacions més properes.